# Ophryophryne synoria
Espèce
Statut de conservation UICN

 DD  : Données insuffisantes
Ophryophryne synoria est une espèce d'amphibiens de la famille des Megophryidae.

## Répartition
Cette espèce est endémique de la province de Mondol Kiri dans l'est du Cambodge. Elle se rencontre à environ 500 m d'altitude,.

## Description
les 2 mâles observés lors de la description originale mesuraient 47,3 mm et 45,8 mm.

## Étymologie
Le nom spécifique synoria vient du grec synoria, pays à la frontière, en référence au lieu de sa découverte, en bordure du Viêt Nam.

## Publication originale
- Stuart, Sok & Neang, 2006 : A collection of amphibians and reptiles from hilly eastern Cambodia. Raffles Bulletin of Zoology, Singapore, vol. 54, no 1, p. 129-155 (texte intégral).